# 克連 (拉多梅什利區)
50°40′30″N 28°53′34″E / 50.67500°N 28.89278°E
克連（烏克蘭語：Клен）是烏克蘭北部的村莊，隸屬日托米爾州的日托米爾區。該村面積0.29平方公里，海拔高度191米，2001年人口32，人口密度每平方公里109.22人。